# Liste der Biografien/Simm
Liste der Biografien |
Portal Biografien |
Personensuche
# |
A |
B |
C |
D |
E |
F |
G |
H |
I |
J |
K |
L |
M |
N |
O |
P |
Q |
R |
S |
T |
U |
V |
W |
X |
Y |
Z |
?
 
Sa |
Sb |
Sc |
Sd |
Se |
Sf |
Sg |
Sh |
Si |
Sj |
Sk |
Sl |
Sm |
Sn |
So |
Sp |
Sq |
Sr |
Ss |
St |
Su |
Sv |
Sw |
Sy |
Sz
 
Sia |
Sib |
Sic |
Sid |
Sie |
Sif |
Sig |
Sih |
Sii |
Sij |
Sik |
Sil |
Sim |
Sin |
Sio |
Sip |
Siq |
Sir |
Sis |
Sit |
Siu |
Siv |
Siw |
Six |
Siy |
Siz
 
Sima |
Simb |
Simc |
Sime |
Simg |
Simh |
Simi |
Simj |
Simk |
Siml |
Simm |
Simn |
Simo |
Simp |
Simr |
Sims |
Simt |
Simu |
Simw |
Simz
Die Liste der Biografien führt alle Personen auf, die in der deutschsprachigen Wikipedia einen Artikel haben. Dieses ist eine Teilliste mit 206 Einträgen von Personen, deren Namen mit den Buchstaben „Simm“ beginnt.

## Simm
- Simm, Erika (1940–2015), deutsche Politikerin (SPD), MdB
- Simm, Franz Xaver (1853–1918), österreichischer Maler und Illustrator
- Simm, Hans-Joachim (* 1946), deutscher Schriftsteller und Herausgeber
- Simm, Herman (* 1947), estnischer Regierungsbeamter und mutmaßlicher Spion
- Simm, Hermann (1906–1995), deutscher Politiker (NPD)
- Simm, Hugo (1890–1966), tschechoslowakischer Abgeordneter der deutschen Minderheit
- Simm, John (* 1970), britischer Schauspieler und MusikerJohn Simm (* 1970)

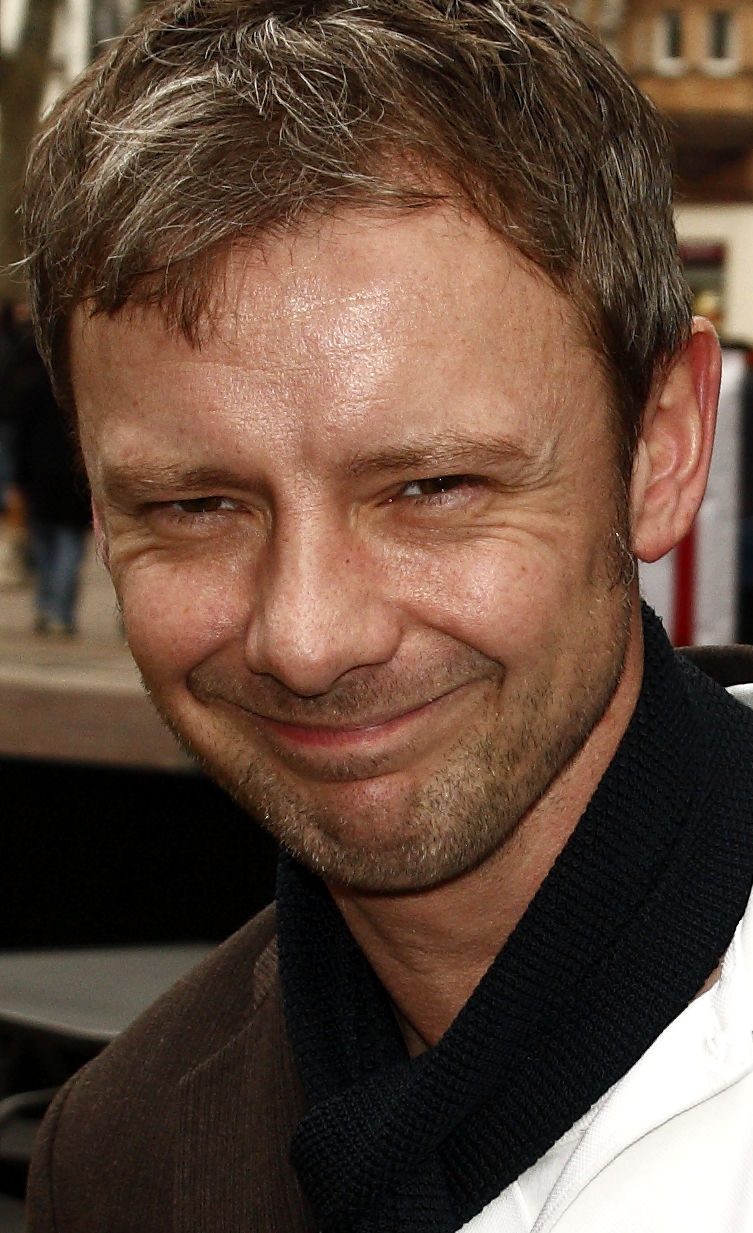
John Simm (* 1970)

- Simm, Juhan (1885–1959), estnischer Komponist

### Simma
- Simma, Andreas (* 1989), österreichischer Fußballspieler
- Simma, Bruno (* 1941), deutsch-österreichischer Völkerrechtler
- Simma, Kaspanaze (* 1954), österreichischer Landwirt und Politiker (Die Grünen), Landtagsabgeordneter
- Simma, Maria (1915–2004), österreichische Geistheilerin
- Simma, Stefan (* 1979), österreichischer Politiker (ÖVP), Landtagsabgeordneter
- Simmank, Jakob (* 1988), deutscher Arzt, Wissenschaftsjournalist, Autor
- Simmank-Heinze, Erika (1927–2023), deutsche Bühnen- und Kostümbildnerin, Malerin und Grafikerin
- Simmann, Werner (1916–1984), deutscher Politiker (CDU), MdL
- Simmat, Jörg (* 1959), deutscher Schauspieler

### Simmc
- Simmchen, Conny, französische Skeletonsportlerin

### Simme
- Simmel, Erich (1885–1974), deutscher Jurist und Politiker (DVP, GB/BHE), MdL
- Simmel, Ernst (1882–1947), deutscher Psychoanalytiker
- Simmel, Georg (1858–1918), deutscher Philosoph und Soziologe
- Simmel, Gertrud (1864–1938), deutsche Malerin, Schriftstellerin und Philosophin
- Simmel, Hans (1891–1943), deutscher Mediziner und Hochschullehrer
- Simmel, Johannes Mario (1924–2009), österreichischer SchriftstellerJohannes Mario Simmel (1924–2009)

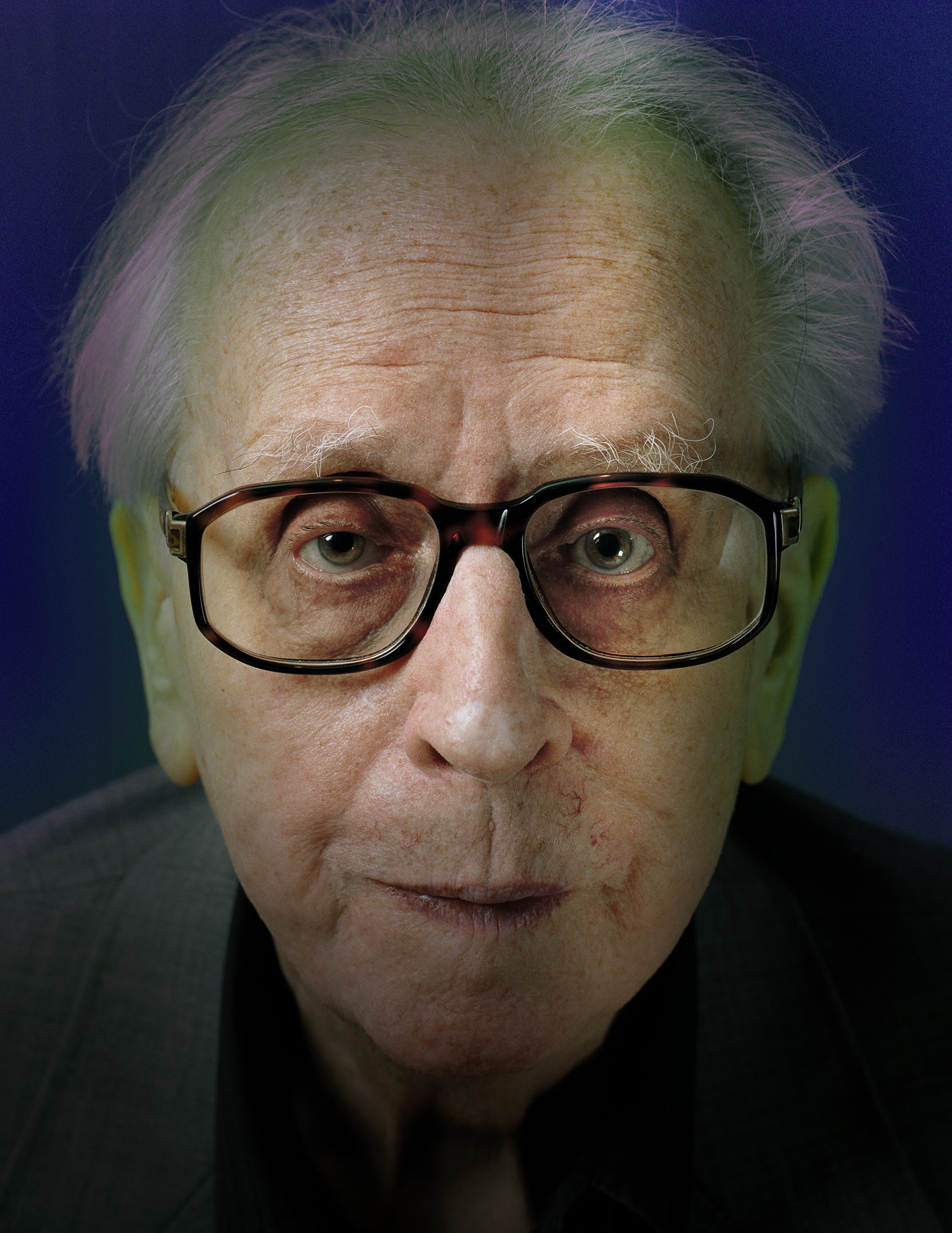
Johannes Mario Simmel (1924–2009)

- Simmel, Marianne L. (1923–2010), deutsch-amerikanische Psychologin
- Simmel, Oskar (1913–1986), deutscher Jesuit und Publizist
- Simmel, Paul (1887–1933), deutscher Maler und Karikaturist
- Simmel, Peter (* 1959), deutscher Einzelhandelsunternehmer
- Simmelbauer, Bernhard (* 1963), deutscher Kunstturner
- Simmelhack, Alexander (* 2005), dänischer Fußballspieler
- Simmen, Andrea (1960–2005), Schweizer Schriftstellerin
- Simmen, Georg (* 1974), Schweizer Politiker, Rechtsanwalt und Notar aus dem Kanton Uri
- Simmen, Gian (* 1977), Schweizer SnowboarderGian Simmen (* 1977)

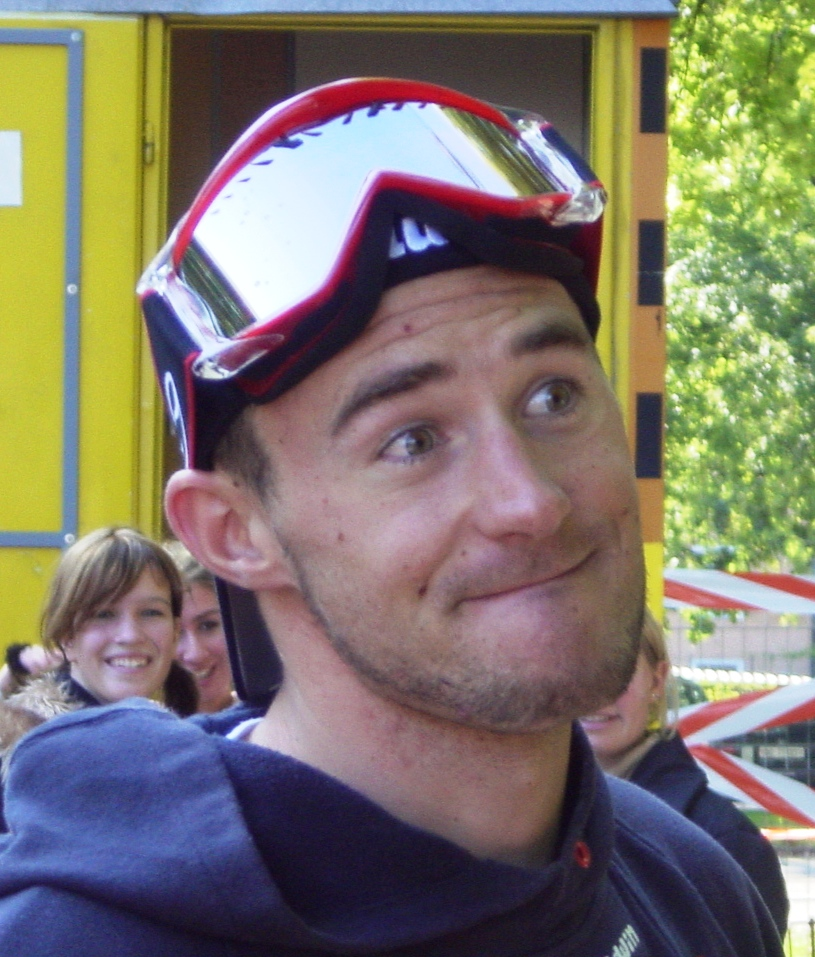
Gian Simmen (* 1977)

- Simmen, Jeannot (* 1946), deutscher Autor und Kurator
- Simmen, Johnny (1918–2004), Schweizer Jazzautor und Musikproduzent
- Simmen, Martin (1887–1972), Schweizer Pädagoge und Seminarlehrer, Redaktor des Schweizerischen Lehrerzeitung
- Simmen, Matthias (* 1972), Schweizer Biathlet
- Simmen, Rosemarie (1938–2024), Schweizer Politikerin
- Simmen-Schmid, Hildegard (1933–1989), Schweizer Politikerin (CVP)
- Simmenauer, Jean-Baptiste (* 2000), französischer Autorennfahrer
- Simmer, Charlie (* 1954), kanadischer Eishockeyspieler
- Simmer, Cosmus von (1581–1650), deutscher Historiker
- Simmer, Hans (* 1877), deutscher Pädagoge und Geograph
- Simmer, Hans H. (1926–2006), deutscher Mediziner
- Simmer, Heinz (* 1935), deutscher Fußballspieler
- Simmer, Konrad (1919–1999), deutscher Bauingenieur für Geotechnik
- Simmer, Michael (* 1982), österreichischer evangelisch-lutherischer Geistlicher
- Simmer, Nikolaus (1902–1986), deutscher Diplom-Kaufmann und Politiker (NSDAP)
- Simmer, Peter (1905–1971), deutscher Landrat
- Simmer, Walther (1888–1986), österreichischer Ingenieur und Erfinder des Simmerrings
- Simmering, Klaus (1958–2004), deutscher Wissenschaftsjournalist und Filmproduzent
- Simmerl, Walter (1939–2023), österreichischer Judoka
- Simmerlein, Liza (* 1991), deutsche Schauspielerin und Synchronsprecherin
- Simmerling, Georgia (* 1989), kanadische Freestyle-Skierin, Skirennläuferin und Radsportlerin
- Simmersbach, Oskar (1872–1918), deutscher Eisenhüttenkundler und Hochschullehrer
- Simmert, Christian (* 1972), deutscher Politiker (Bündnis 90/Die Grünen), MdB
- Simmert, Sebastian (* 1989), deutscher Philosoph und Kriminologe
- Simmes, Daniel (* 1966), deutscher Fußballspieler
- Simmes, Valentine, englischer Drucker
- Simmet, Heinz (1944–2024), deutscher Fußballspieler
- Simmet, Illa, deutsche Malerin

### Simmg
- Simmgen, Hans-Georg (1933–2024), deutscher Schauspieler und Regisseur

### Simmi
- Simmias († 330 v. Chr.), makedonischer Offizier
- Simmias von Theben, Schüler des Sokrates

### Simml
- Simmler, Antonia (1852–1923), deutsche Illustratorin
- Simmler, Franz (1942–2020), deutscher Germanist
- Simmler, Franz Joseph (1846–1926), deutscher Kirchenmaler, Bildhauer und Altarbauer
- Simmler, Friedrich (1801–1872), deutscher Landschafts-, Porträt- und Tiermaler
- Simmler, Jacques (1841–1901), Schweizer Architekt
- Simmler, Johann Jakob (1716–1788), Schweizer evangelischer Geistlicher und Kirchenhistoriker
- Simmler, Joseph (1842–1899), deutscher Illustrator
- Simmler, Józef (1823–1868), polnischer Maler
- Simmler, Monika (* 1990), Schweizer Politikerin (SP)
- Simmler, Wilhelm (1840–1923), deutscher Maler
- Simmling, Werner (1944–2019), deutscher Politiker (FDP), MdB

### Simmo
- Simmon, Henry-Ernst (1925–2003), deutscher Theaterregisseur und Schauspieler
- Simmonds, Chanel (* 1992), südafrikanische Tennisspielerin
- Simmonds, Dave (1939–1972), britischer Motorradrennfahrer
- Simmonds, Eleanor (* 1994), britische paralympische Schwimmerin und mehrfache Medaillengewinnerin bei den Paralympics
- Simmonds, Elizabeth (* 1991), britische Schwimmerin
- Simmonds, Hayley (* 1988), britische Radsportlerin
- Simmonds, Ian (* 1966), britischer DJ, Musikproduzent und Electronica-Jazz-Musiker
- Simmonds, Imogen (* 1993), britisch-schweizerische Triathletin
- Simmonds, John (* 1946), jamaikanischer Offizier
- Simmonds, Julius (1843–1924), deutscher Genre-, Stillleben- und Porträtmaler der Düsseldorfer Schule
- Simmonds, Kameron (* 2003), US-amerikanisch-jamaikanische Fußballspielerin
- Simmonds, Kennedy (* 1936), Ministerpräsident von St. Kitts und Nevis
- Simmonds, Kerry (* 1989), US-amerikanische Ruderin
- Simmonds, Kim (1947–2022), britischer Blues- und Rockgitarrist
- Simmonds, Luke (* 1979), englischer Snookerspieler
- Simmonds, Millicent (* 2003), US-amerikanische SchauspielerinMillicent Simmonds (* 2003)

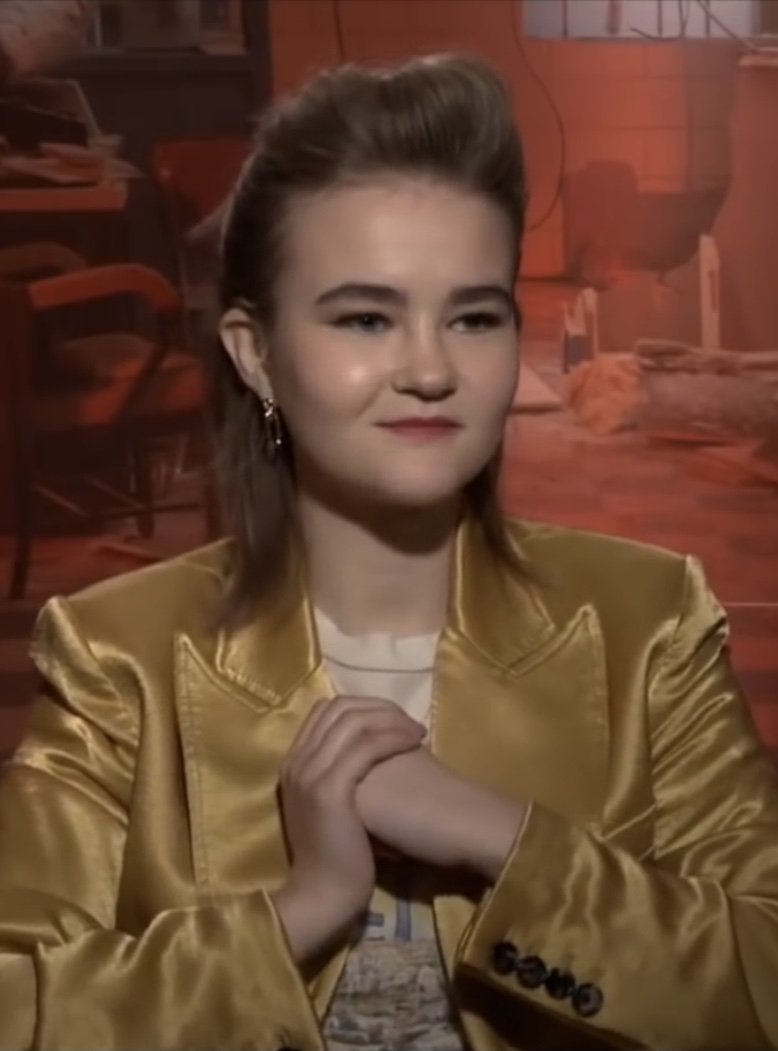
Millicent Simmonds (* 2003)

- Simmonds, Morris (1855–1925), deutscher Pathologe
- Simmonds, Penny (* 1959), neuseeländische Politikerin der New Zealand National Party
- Simmonds, Phillip (* 1986), US-amerikanischer Tennisspieler
- Simmonds, Posy (* 1945), britische Cartoonistin, Illustratorin und Schriftstellerin
- Simmonds, Ron (1928–2005), kanadischer Musiker
- Simmonds, Rose (1877–1960), australische Fotografin
- Simmonds, Sabina (* 1960), italienische Tennisspielerin
- Simmonds, Sofia (1917–2007), US-amerikanische Chemikerin und Hochschullehrerin
- Simmonds, Wayne (* 1988), kanadischer Eishockeyspieler
- Simmons, Al (1902–1956), US-amerikanischer Baseballspieler
- Simmons, Art (1926–2018), US-amerikanischer Jazzpianist
- Simmons, Ben (* 1996), australischer BasketballspielerBen Simmons (* 1996)

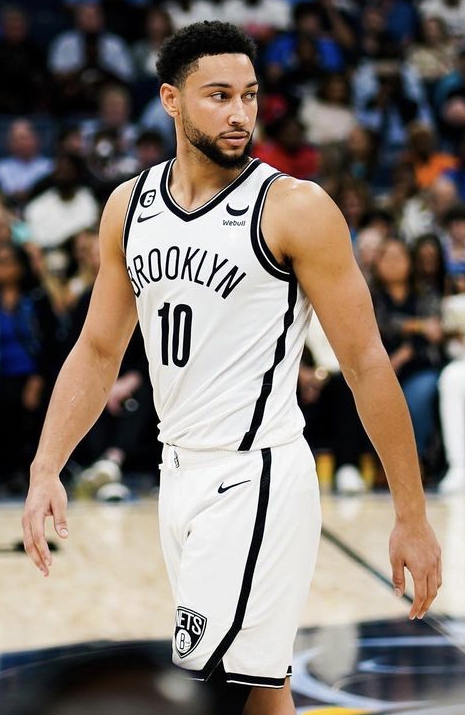
Ben Simmons (* 1996)

- Simmons, Beth (* 1958), US-amerikanische Politikwissenschaftlerin und Hochschullehrerin
- Simmons, Bill (* 1969), US-amerikanischer Sportjournalist, Analyst, Autor und Podcaster
- Simmons, Bob (1923–1987), englischer Stuntman, Stuntkoordinator und Schauspieler
- Simmons, Bobby (* 1980), US-amerikanischer Basketballspieler
- Simmons, Brian, Tonmeister
- Simmons, Cale (* 1991), US-amerikanischer Leichtathlet
- Simmons, Charles (1885–1945), britischer Turner
- Simmons, Charles (1924–2017), US-amerikanischer Schriftsteller und Essayist
- Simmons, Charles J. (1925–2014), US-amerikanischer Offizier, Generalmajor der US Army
- Simmons, Chelan (* 1982), kanadische Schauspielerin und ehemaliges Model
- Simmons, Chester (* 1982), US-amerikanischer Basketballspieler
- Simmons, Chippy (1878–1937), englischer Fußballspieler
- Simmons, Colby (* 2003), US-amerikanischer Radrennfahrer
- Simmons, Coralie (* 1977), US-amerikanische Wasserballspielerin
- Simmons, Dan (* 1948), US-amerikanischer Schriftsteller
- Simmons, Daniela (* 1961), italienisch-schweizerische Komponistin, Pianistin und Sängerin
- Simmons, Don (1918–1986), australischer Politiker, Abgeordneter und Minister
- Simmons, Edwin H. (1921–2007), US-amerikanischer Offizier und Militärschriftsteller
- Simmons, Erin (* 1976), kanadische Snowboarderin
- Simmons, Floyd (1923–2008), US-amerikanischer Leichtathlet und zweifacher Olympiamedaillengewinner im Zehnkampf
- Simmons, Frank (1884–1970), englisch-chilenischer Fußballspieler
- Simmons, Furnifold McLendel (1854–1940), US-amerikanischer Politiker
- Simmons, Gene (* 1949), israelisch-amerikanischer Musiker, Musikproduzent, Schauspieler, und UnternehmerGene Simmons (* 1949)

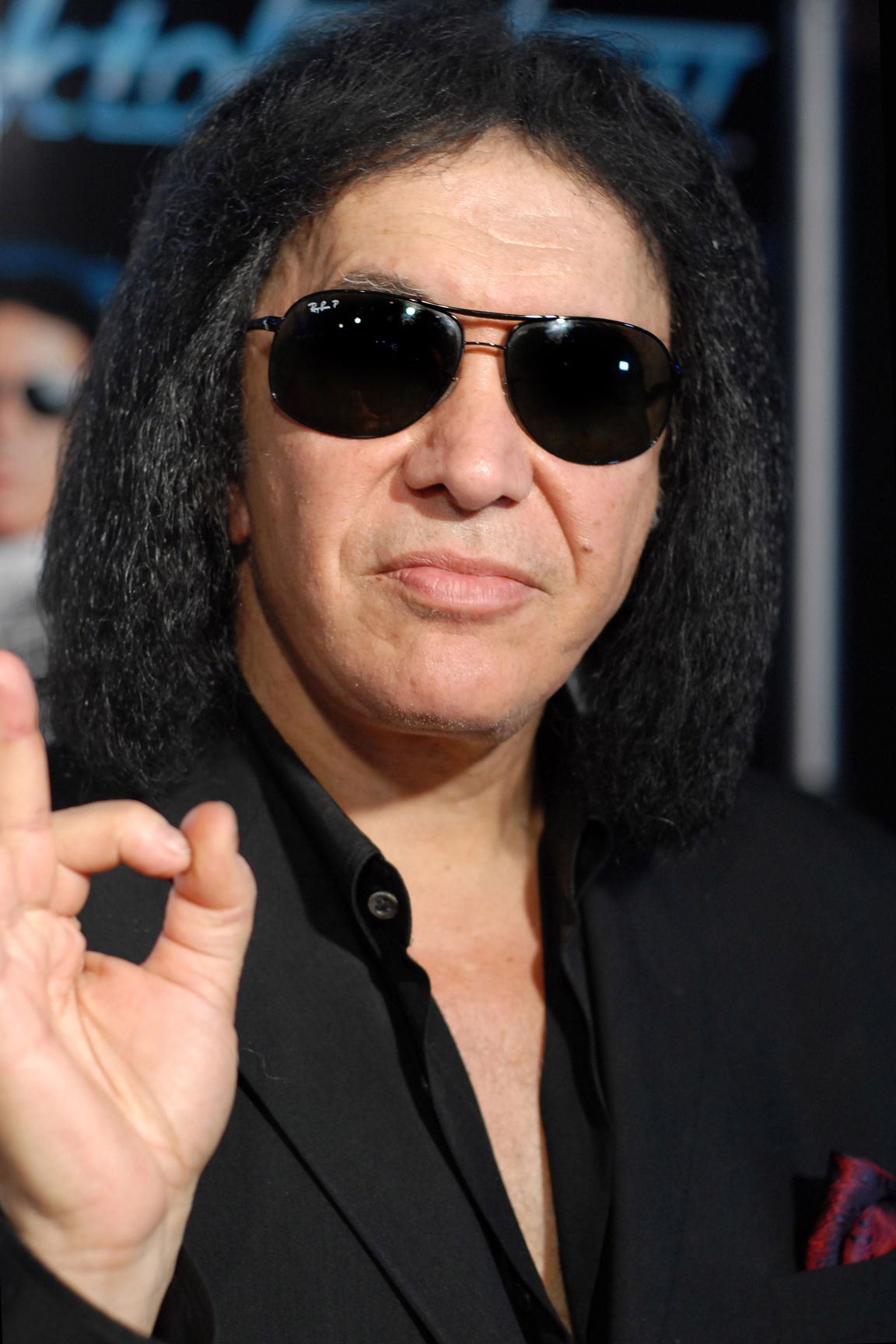
Gene Simmons (* 1949)

- Simmons, George A. (1791–1857), US-amerikanischer Politiker
- Simmons, Gustavus (* 1930), US-amerikanischer angewandter Mathematiker und Kryptograph
- Simmons, Harold (1931–2013), US-amerikanischer Unternehmer
- Simmons, Henry (* 1970), US-amerikanischer Schauspieler
- Simmons, Herbert (1930–2008), amerikanischer Schriftsteller
- Simmons, Herman Georg (1866–1943), schwedischer Botaniker und Polarforscher
- Simmons, Howard E. (1929–1997), US-amerikanischer Industriechemiker
- Simmons, Ian G. (* 1937), britischer Geograph
- Simmons, Isaiah (* 1998), US-amerikanischer American-Football-Spieler
- Simmons, J. J. III (1925–2002), US-amerikanischer Politiker
- Simmons, J. K. (* 1955), US-amerikanischer SchauspielerJ. K. Simmons (* 1955)

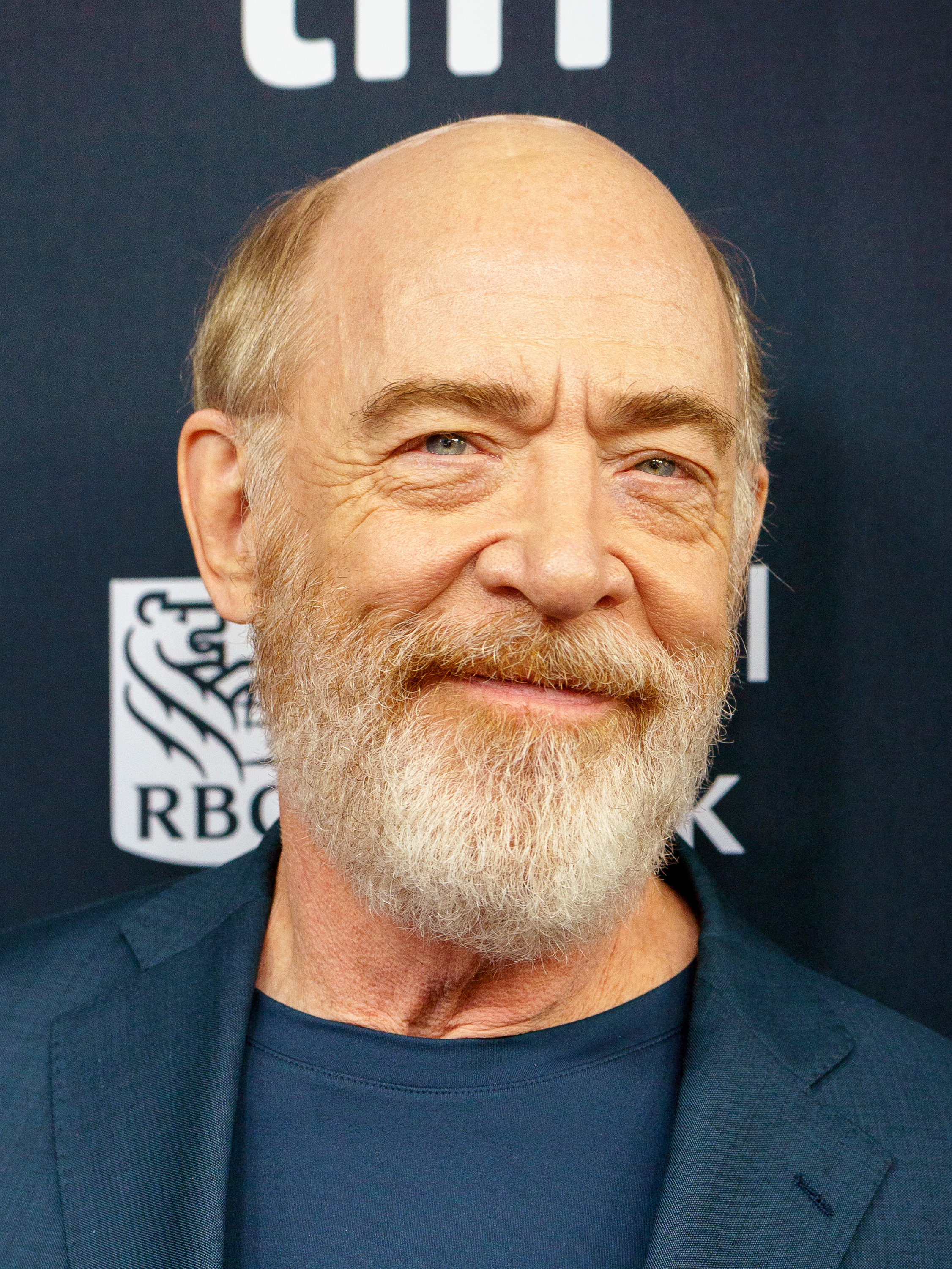
J. K. Simmons (* 1955)

- Simmons, Jaason (* 1970), australischer Schauspieler
- Simmons, Jack (* 1970), US-amerikanischer Pornodarsteller
- Simmons, James F. (1795–1864), US-amerikanischer Politiker
- Simmons, James S. (1861–1935), US-amerikanischer Politiker
- Simmons, Jason (* 2002), US-amerikanischer Schauspieler
- Simmons, Jean (1929–2010), britisch-amerikanische SchauspielerinJean Simmons (1929–2010)

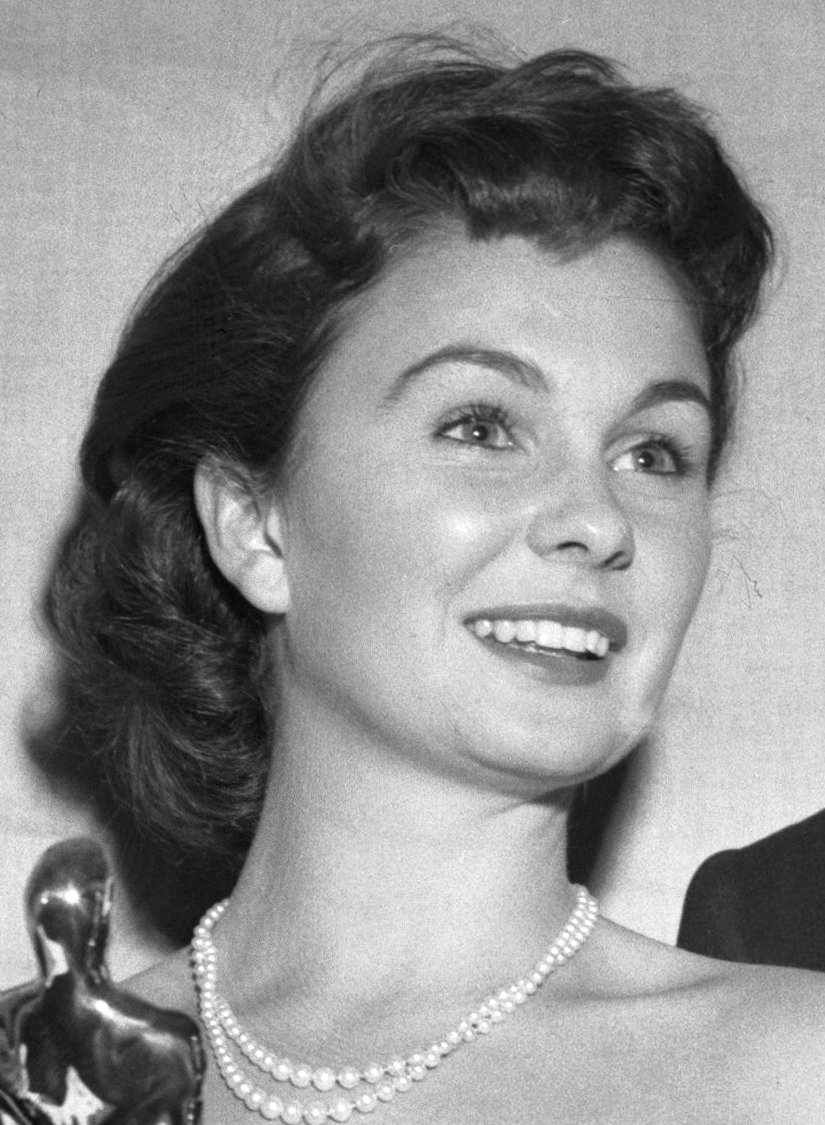
Jean Simmons (1929–2010)

- Simmons, Jeff (* 1976), US-amerikanischer Rennfahrer
- Simmons, Jeffery (* 1997), US-amerikanischer American-Football-Spieler
- Simmons, John (1918–1979), US-amerikanischer Jazz-Bassist
- Simmons, John F. (1892–1968), US-amerikanischer Diplomat
- Simmons, John Lintorn Arabin (1821–1903), Field Marshal und Gouverneur von Malta
- Simmons, Johnny (* 1986), US-amerikanischer Filmschauspieler
- Simmons, Jumpin’ Gene (1933–2006), US-amerikanischer Country-, Rockabilly- und Rock’n’Roll-Musiker
- Simmons, Justin (* 1993), US-amerikanischer Footballspieler
- Simmons, Kadamba (1974–1998), britische Schauspielerin und Model
- Simmons, Keith (* 1985), US-amerikanischer Basketballspieler
- Simmons, Ken (1929–2002), britischer Ornithologe
- Simmons, Kristen, US-amerikanische Schriftstellerin
- Simmons, Kristopher (* 2002), US-amerikanischer Schauspieler
- Simmons, Kyla Drew (* 2004), US-amerikanische Schauspielerin
- Simmons, Lili (* 1993), US-amerikanische Schauspielerin und Model
- Simmons, Little Mack (1933–2000), US-amerikanischer Mundharmonikaspieler, Sänger und Songwriter
- Simmons, Lonnie († 1995), US-amerikanischer Jazzmusiker
- Simmons, Mary (* 1928), amerikanisch-kanadische Sängerin (Sopran)
- Simmons, Matthew (1943–2010), US-amerikanischer Bankier und Ölexperte
- Simmons, Michelle Yvonne (* 1967), australische Physikerin, Professorin an der University of New South Wales
- Simmons, Nancy B. (* 1959), US-amerikanische Mammalogin, Professorin und Autorin
- Simmons, Norman (1929–2021), amerikanischer Jazzpianist
- Simmons, Paris (* 1990), englischer Fußballspieler
- Simmons, Patrick (* 1948), US-amerikanischer Sänger und Gitarrist der Doobie Brothers
- Simmons, Quinn (* 2001), US-amerikanischer RadrennfahrerQuinn Simmons (* 2001)

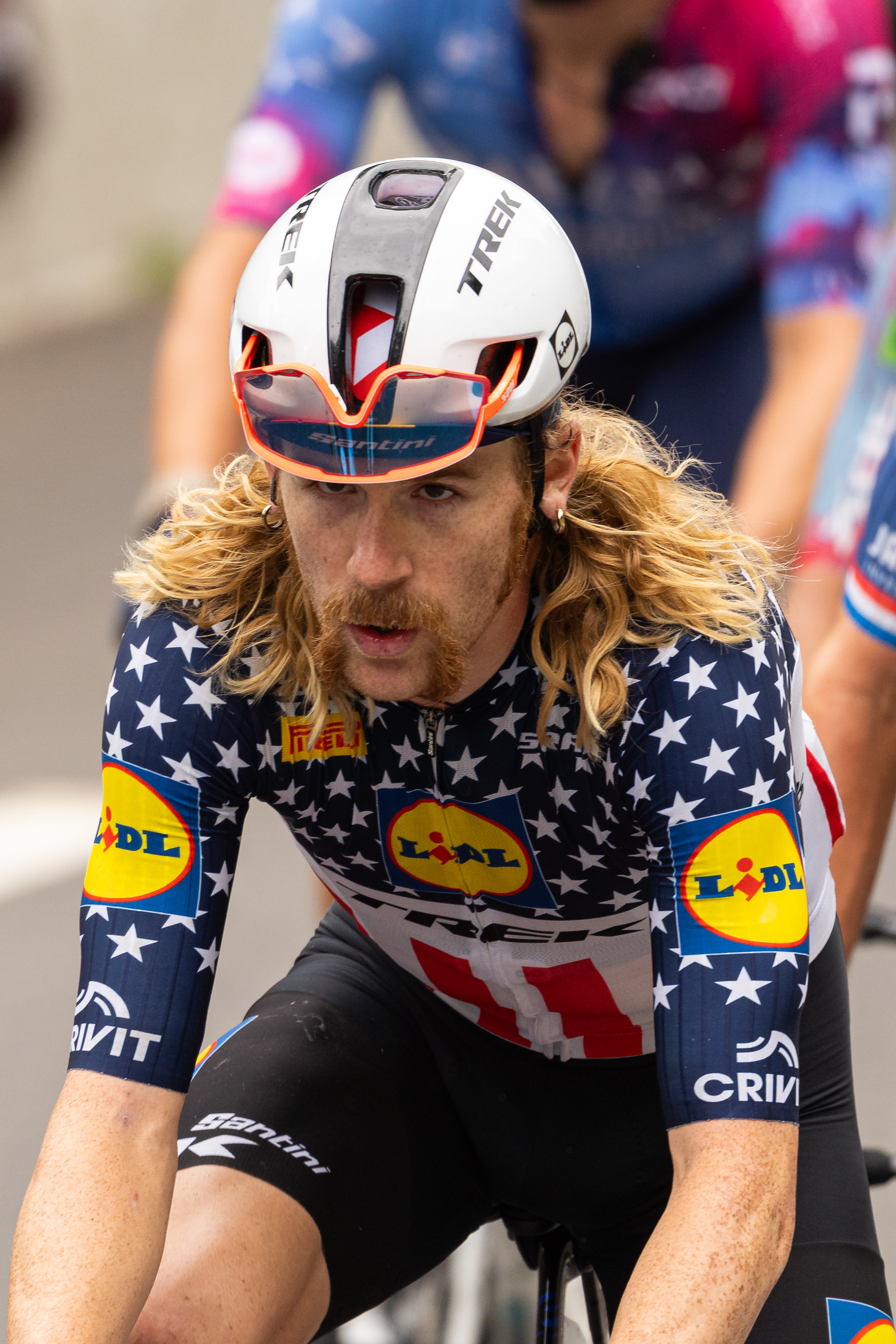
Quinn Simmons (* 2001)

- Simmons, Richard (1948–2024), US-amerikanischer Komiker und Schauspieler
- Simmons, Richard Alan (1924–2004), US-amerikanischer Drehbuchautor
- Simmons, Rob (* 1943), US-amerikanischer Politiker
- Simmons, Robert G. (1891–1969), US-amerikanischer Politiker
- Simmons, Ron (* 1958), US-amerikanischer Wrestler
- Simmons, Ronald Gene (1940–1990), US-amerikanischer Massenmörder
- Simmons, Roy (1956–2014), US-amerikanischer American-Football-Spieler
- Simmons, Russell (* 1957), US-amerikanischer UnternehmerRussell Simmons (* 1957)

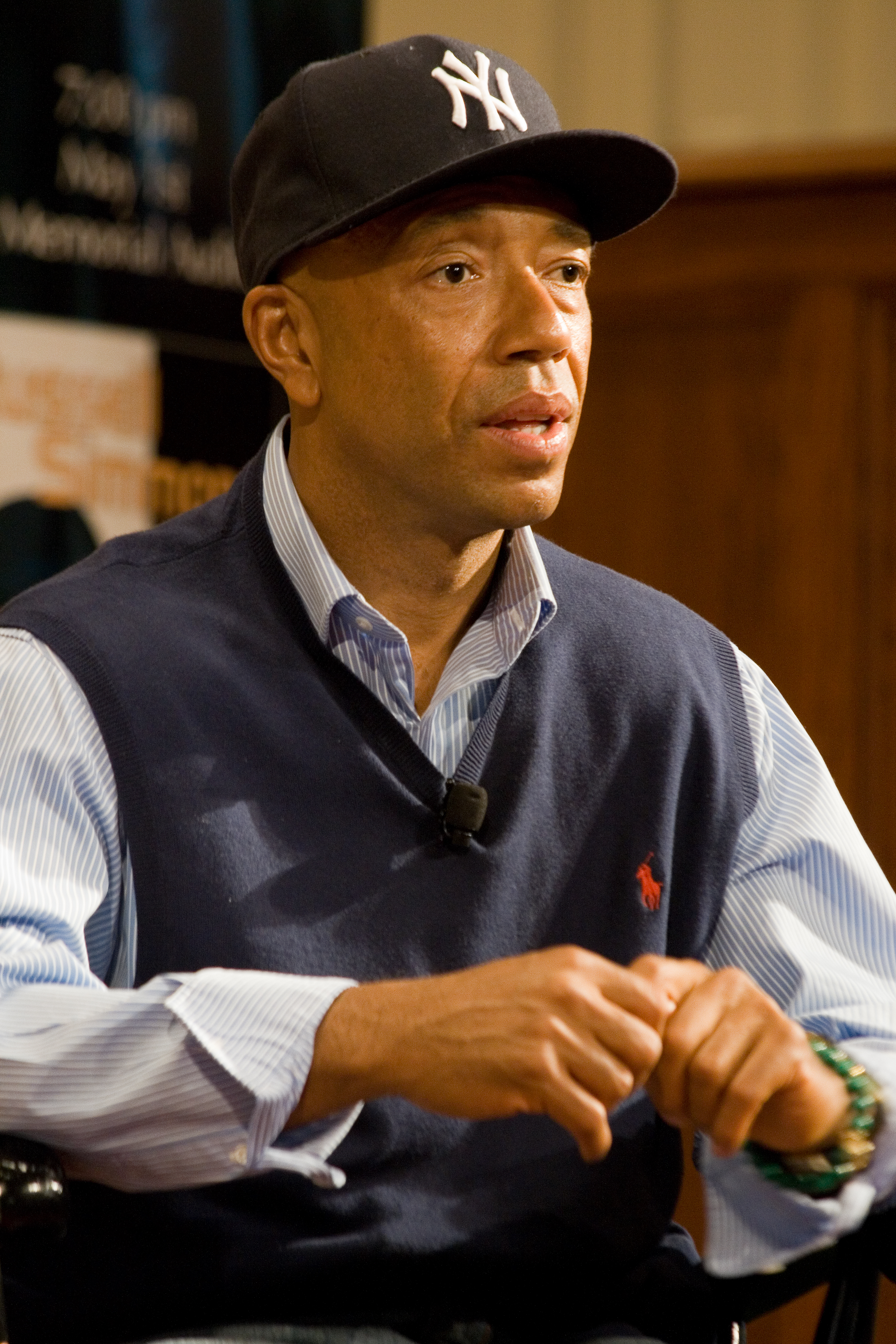
Russell Simmons (* 1957)

- Simmons, Ruth J. (* 1945), US-amerikanische Romanistin, Hochschullehrerin und Universitätspräsidentin
- Simmons, Sandy, US-amerikanische Schauspielerin
- Simmons, Shelby (* 2002), US-amerikanische Schauspielerin
- Simmons, Sid (1946–2010), US-amerikanischer Jazzmusiker
- Simmons, Sonny (1933–2021), US-amerikanischer Jazzmusiker (Alt- und Tenorsaxophon, Englischhorn)
- Simmons, Tony (* 1948), britischer Langstreckenläufer
- Simmons, William Joseph (1880–1945), US-amerikanischer Begründer des zweiten Ku-Klux-Klan
- Simmons-Carrasco, Heather (* 1970), US-amerikanische Synchronschwimmerin

### Simmr
- Simmrock, Karl Hans (1930–2017), deutscher Chemiker

### Simms
- Simms, Albert G. (1882–1964), US-amerikanischer Politiker
- Simms, Andrew (* 1965), britischer Autor, Ökonom und Co-Direktor des New Weather Instituts
- Simms, Brendan (* 1967), irischer Historiker
- Simms, Ellis (* 2001), englischer Fußballspieler
- Simms, Erin (* 1976), kanadische Schauspielerin und Sängerin
- Simms, Frederick Richard (1863–1944), britischer AutomobilpionierFrederick Richard Simms (1863–1944)

Frederick Richard Simms (1863–1944)

- Simms, Frederick Walter (1803–1865), britischer Landvermesser und Bauingenieur
- Simms, Henry B. (1861–1922), deutscher Unternehmer und Kunstsammler
- Simms, John F. (1916–1975), US-amerikanischer Politiker
- Simms, Kimberley (* 1963), US-amerikanische Schauspielerin
- Simms, Larry (* 1934), US-amerikanischer Kinderdarsteller
- Simms, Lise, US-amerikanische Schauspielerin, Sängerin und Tänzerin
- Simms, Michael (* 1974), US-amerikanischer Boxer
- Simms, Mit (1873–1957), US-amerikanischer Politiker
- Simms, Norman (1940–2022), neuseeländischer Hochschullehrer, Kulturwissenschaftler und Dichter
- Simms, Phil (* 1954), US-amerikanischer Footballspieler
- Simms, Robert Andrew (* 1984), australischer Politiker
- Simms, Travis (* 1971), US-amerikanischer Boxer und zweifacher WBA-Weltmeister im Halbmittelgewicht
- Simms, William (1793–1860), britischer Instrumentenbauer und Unternehmer
- Simms, William E. (1822–1898), US-amerikanischer Politiker (Demokratische Partei)
- Simms-Protz, Alfred (* 1952), deutscher Diplomat